# Спишка Нова Вес
 Тази статия е за града в Словакия.  За окръга вижте Спишска Нова Вес (окръг).  
Спишска Нова Вес (на словашки: Spišská Nová Ves; на унгарски: Igló, Игло; на немски: Neudorf, Нойдорф) е град в Словакия, Кошицки край. Населението му е 37 326 души (по приблизителна оценка от декември 2017 г.), от които близо 95% са словаци. Градът и околностите му са богати на историческо наследство и привличат голям брой туристи.
Първите сведения за човешко присъствие датират от неолита. Най-ранният засвидетелстван народ в околностите са келтите, които пренасят своите технологии за металообработване по земите на днешна Словакия. През 6 век сл. Хр. в района на града се установяват и първите славяни. През 10 век местните славяни попадат под властта на Великоморавия. Около 12 век между днешният център на града и улица Млинска се установява славянско селище под името Иглов. Около 100 години по-късно саксонски заселници създават свое селище под името Нойдорф, което постепенно се слива с Иглов в средата на 13 век. В следващите векове градът се превръща във важен търговски център с многото си ковачници и оръжейни, както и с други занаяти като пчеларство, лов и кожарство. През 1380 година градът получава статут на минно селище и разполага с най-големия уличен пазар в унгарското кралство.
През 16 век, благодарение на големия брой немци в града, лютеранството става водеща религия, а католоцизмът бива забранен. През 19 век започва постепенна механизация на местното производство. Освен металургичните продукти, в Спишска Нова Вес започват да се добиват камъни и петрол. Развива се текстилна промишленост. През 1894 е построена първата електроцентрала, а на търговско изложение през 1929 градът се прочува в цяла Словакия със своите качествени производства.
Днес градът е една от най-популярните туристически дестинации на Словакия както заради архитектурата и историята си, така и заради забележителностите в региона. Това са замъкът Спиш, средновековният град Левоча и националният парк Словашки рай.